# C'est dur d'être un homme : Détour par Vienne
Série C'est dur d'être un homme
C'est dur d'être un homme : Quelle salade !
(1988) C'est dur d'être un homme : Mon oncle
(1989)
Pour plus de détails, voir Fiche technique et Distribution.
C'est dur d'être un homme : Détour par Vienne (男はつらいよ 寅次郎心の旅路, Otoko wa tsurai yo: Torajirō kokoro no tabiji) est un film japonais réalisé par Yōji Yamada et sorti en 1989. C'est le 41e film de la série C'est dur d'être un homme.

## Fiche technique
- Titre : C'est dur d'être un homme : Détour par Vienne[1]
- Titre original : 男はつらいよ 寅次郎心の旅路 (Otoko wa tsurai yo: Torajirō kokoro no tabiji?)
- Réalisation : Yōji Yamada
- Scénario : Yōji Yamada et Yoshitaka Asama
- Photographie : Tetsuo Takaha (ja)
- Montage : Iwao Ishii (ja)
- Musique : Naozumi Yamamoto
- Décors : Mitsuo Degawa
- Son : Isao Suzuki (ja) et Ryūji Matsumoto (ja)
- Producteur : Kiyoshi Shimazu et Kiyoaki Kurosu
- Société de production : Shōchiku
- Pays de production :  Japon
- Langue originale : japonais
- Format : couleur — 2,35:1 — 35 mm — son mono
- Genres : comédie dramatique ; romance
- Durée : 109 minutes[2] (métrage : huit bobines - 3 002 m[2])
- Dates de sortie :
  - Japon : 5 août 1989[2]

## Distribution
- Kiyoshi Atsumi : Torajirō Kuruma / Tora-san
- Chieko Baishō : Sakura Suwa, sa demi-sœur
- Masami Shimojō (ja) : Ryūzō Kuruma, son oncle
- Chieko Misaki (ja) : Tsune Kuruma, sa tante
- Gin Maeda (en) : Hiroshi Suwa, le mari de Sakura
- Hidetaka Yoshioka : Mitsuo Suwa, le fils de Sakura et de Hiroshi
- Keiko Takeshita : Kumiko Egami
- Akira Emoto : Hyoma Sakaguchi
- Keiko Awaji : Madame
- Issei Ogata : employé de l'agence de voyage
- Hisao Dazai (ja) : Umetarō Katsura, le voisin imprimeur
- Gajirō Satō (ja) : Genko
- Chishū Ryū : Gozen-sama, le grand prêtre